# Музика в Німеччині

Державний гімн Німеччини

Ця стаття надає огляд музики, яка утвердилася ще з докласичного періоду на території сучасної Німеччини (і, що іноді складно розмежувати, у німецькомовному світі), особливо її жанрів та найважливіших представників. Німеччина була третім за величиною музичним ринком у світі в 2013 році і завдяки великій культурній підтримці має велику аматорську музичну сцену з близько чотирма мільйонами організованих учасників, у тому числі 1,3 мільйони у хорах, півмільйона у гуртах та 740 000 в інструментальних ансамблях. 2014 році музикою займалися 128 000 людей. Німецький театральний та оркестровий пейзаж — один із найгустіших у світі з 9000 концертами щорічно — запропонований як нематеріальна світова спадщина; нематеріальна культурна спадщина країни включає багато музичних творів.

## Класична музика
Історія європейської класичної музики формувалася німецькими композиторами ще з епохи бароко. Завдяки центральному розташуванню Німеччини, тут могли разом сходитися різні музичні традиції з усієї Європи. Церковна музика та органне будівництво процвітали в епоху бароко. Важливими композитори бароко   серед інших були Генріх Шютц, Дітріх Букстехуде, Георг Фрідріх Гендель, Георг Філіп Телеманн, Йоганн Себастьян Бах. Композитори школи Мангейма, Людвіг ван Бетховен та Вольфганг Амадей Моцарт, який також вважається австрійським композитором, були стилістами віденської класичної музики. Починаючи з моменту доберезневого періоду супроводжувальний спосіб мелодії у піснях був розвинутий до власного мистецтва, над цим працювали такі композитори як Роберт Шуман і Мендельсон Бартольді. Іншими важливими німецькими композиторами романтиками були Карл Марія фон Вебер, Йоханнес Брамс, Річард Вагнер, Ганс Пфітцнер, Макс Регер та Річард Стросс.
У XX-му столітті досягли популярністі композитори Карл Орф, Ганс Айслер та Вернера Генце (Нова музика). Після 1950 року, у формі відпускних курсів у Дармштадті, відзначається важливим у Західній Німеччині розвиток серіальної та електронної музики таких композиторів, як Карлхейнц Стокгаузен. До важливих сучасних німецьких композиторів належать: В. Вольфганг Рім та дуже успішний композитор кіно музики Ганс Ціммер.
Розвиток хорового співу в Німеччині було перервано Другою світовою війною, що також значно сповільнилося в наступний період. Лише з останніх десятиліть XX-го століття в цьому напрямку відбувся підйом його світового значення.

## Популярна музика

### Хіти та народна музика
Популярна музика в Німеччині була близько XX-го століття під впливом хітів та народної музики. Близько 1900 року будинки Оперети в німецькомовних країнах були одними з піонерів у цьому напрямку, наприклад, з берлінським композитором Полом Лінком. Поширення носіїв звуку, таких як записи та записи радіопередач, породили все більше популярну розважальну музику в епоху так званий «Золотих двадцятих». Добре відомі її представники — коміки-гармоністи, Марлен Дітріх, Ервін Гартунг, Фрітці Массарі, Макс Палленберг, Отто Ройттер, Ліан Хайд, Пол Прейл та Ліліан Харві.
Успішні інтерпретатори сучасного жанру шлагеру (хіту) є і були передовсім Хелен Фішер, Удо Юргенс, Вольфганг Петрі, Маттіас Рейм, Роберто Бланко, Андреа Берг, Рой Блек, DJ Ötzi, Höhner, Frank Zander та Max Raabe. У галузі народної музики передовсім є успішними Флоріан Сільберсейзен, Хайно, Стефані Гертел, Хансі Хінтерсер і Вільдекер Герцбубен, завдяки чому межі шлагеру розмиті.

### Рок та метал

#### Краутрок
Краутрок, що виник у кінці 1960-х років та вплинув на розвиток різних форм рок-музики й електронної музики. Вирішальним фактором стали дні пісні Ессена 1968 року. В основному це пов'язано з раннім використанням технології синтезатора. Впливовими представниками цієї епохи є Кан, Фауст, Ной!, Тон Штейн Шербен, Амон Дюль, Амон Дюль II, Краан, Гуру Гуру, а також Tangerine Dream і Kraftwerk на ранній фазі.

#### Ostrock (східний рок, на територіїНДР)
Відомими представниками Ostrock є City, Karat, Silly, Keimzeit, Karussell, electra і Puhdys. Багато гуртів НДР були піддані цензурі або навіть заборонені через їхню проповідувану свободу в текстах, але завдяки таємним концертам наприкінці 1980-х вони успішно досягли протесту проти режиму, в результаті чого говорять про революцію року, як музичного напрямку, в цей час.

#### Панк-рок
Німецькомовний панк-рок отримав широке поширення з моменту його формування у 1980-х. До найбільш успішних представників належать Die Ärzte, Nina Hagen та Die Toten Hosen.

#### Mainstream Rock
Популярні в усьому світі та були, до прикладу, наступні німецькі рок-групи Scorpions, Beatsteaks, The Rattles та The Lords.

#### Метал та альтернативна музика
Групи Blind Guardian, Helloween та Gamma Ray популярні за межами німецьких кордонів. Гурт Rammstein — найвідоміший представник так званої Neue Deutsche Härte, до якої зараховують Oomph! і Unheilig.
В області альтернативного року / кросоверів були і є, наприклад, The Guano Apes, H-Blockx, LIQUIDO, закон, Die Krupps, зрівняльний і Thumb.

#### Indierock
Популярний інді-рок і -поп представляють Sportfreunde Стіллер, Tocotronic, Blumfeld, Selig і Дженніфер Росток. BossHoss відомі своїм Country-Rock.

### Електронна музика
У галузі електронної музики німецькі представники Kraftwerk, Tangerine Dream, Karlheinz Stockhausen та Klaus Schulze є серед світових піонерів.
Навіть у носьогоденні електро- або техно-музики німецькі виробники відіграють важливу роль, наприклад, Mousse T., Пол ван Дайк, Scooter, Робін Schulz, 2raumwohnung, Зедд, Tomcraft, Moguai, Snap!, Disco Boys, Lexy & K-Paul, Boys Noize, Kai Tracid, Tiefschwarz, SONO, Northern Lite, Blank & Jones та Paul Kalkbrenner.

### Попмузика

#### Neue Deutsche Welle
Створення незалежної, міжнародно успішної німецької поп- та рок-музики під назвою «Neue Deutsche Welle» досягло свого комерційного апогею на початку 1980-х років завдяки таким артистам, як Нена, Хуберт Ках та Пітер Шиллінг. Інші успішні інтерпретатори цього часу — Тріо, Екстрабрейт, Йоахім Вітт, DAF, Ідеал, Мюнхен Фрейхейт та Банда Павука Мерфі.

#### Міжнародні естрадні продюсери
Німецькі продюсери десятиліттями формували світовий ринок музики. Постановки Френка Фаріана та інших були успішними на міжнародному рівні з 1970-х до 90-х років, передовсім, з Боні М. З 1985 р. до розпуску в 2003 р. музика Дітера Болена з Modern Talking була запорукою успіху, крім інших його проектів, серед інших, також для кастингового шоу DSDS. Алекс Крістенсен — ще один успішний поп-продюсер. Група Alphaville була з 1983 року успішною у всьому світі.
Для 90-х та початку 2000-х років були характерні естрада та Євроденс, на які впливали німецькі музичні проекти, наприклад.   Б. Жасмін Вагнер («Блюмхен»), культура «Біт», U96, капітан Джек, Лу Бега, Дюна, ATC, E-Rotic, Fun Factory і містер президент. У 2000-х роках Castingbands No Angels, Bro'Sis і Monrose, співачка Сара Коннор, поп — скрипаль Девід Гарретт і особливо серед жінок, підлітків популярної групи Tokio Hotel успіху у всьому світі. Англомовний гурт Reamonn був популярний у всій Європі до його розпаду в 2010 році.

#### Поп (рок) сьогодення
Удо Лінденберг, Пітер Маффай, Герберт Грьонемайер, Вольфсхайм, Вір Сінд Хелден, Джулія Нейгель, Сільбермонд, Джулі, Ich + Ich та Фріда Голд є одними з найвідоміших сучасних німецькомовних поп-та рок-музикантів. У 2010 році Lena перемогла на Євробаченні для Німеччини.

### R&B
Співак Ксав'є Найдо був одним з найвідоміших німецькомовних інтерпретаторів R&B і соулу з 1995 року, спочатку зі своїм гуртом Söhne Mannheims. Крім того, серед популярних артистів цих музичних стилів — Тім Бендзько, Кассандра Стін (Glashaus), Макс Херр, Джой Деналан, Андреас Бурані, Мойсей Пелхем, Сабріна Сетлур, Айман, Едо Занкі, Макс Муцке, а також Ян Делей.

### Хіп-хоп
Гурт Фантастична четвірка, заснований у 1989 році, підготував у 1992 році під назвою Die da !? шлях до популярного німецького репу. Крім них, гурт Fettes Brot користується особливим успіхом з 1995 року. Інші комерційно успішні німецькомовні хіп-хоп артисти є і були Marteria, Dendemann, Samy Deluxe, початківець (Jan Delay, Dennis Lisk), Bushido, Fler, Fünf Sterne deluxe (Das Bo та ін.), Blumentopf, KIZ, Die Atzen, Kool Savas, Creutzfeld & Jakob, Miss Platnum, Casper, Cro, Sido, Kollegah, Shindy та Deichkind.

### Реггі та денсхолл
Перші експерименти з реггі були проведені Шліффом у Німеччині наприкінці 1970-х, а Ганс Солнер став комерційно успішним у 80-х.

## Фестивалі
До 2010 року Loveparade була однією з найбільших світових музичних подій. Німецькі музичні фестивалі видатного значення сьогодні — Rock am Ring і Rock im Park, Wacken Open Air, Berlin Music Week, Hurricane Festival, Southside, Fusion Festival, SonneMondSterne, Deichbrand, Melt!, Parookaville, Immergut Festival, Schlossgrabenfest, Summerjam, Nature One, Mayday, Airbeat One, With Full Force та Wave-Gotik-Treffen.
Крім того, існує багато менших фестивалів, які обслуговують певні стилі музики, регіони чи теми, наприклад, Б. Холі та весняні канікули. Довідник фестивалю в Інтернеті показує понад 350 фестивалів у Німеччині за сезон 2011 року.

## Призи, конкурси та шоу

### Призи
Найважливішою музичною нагородою в німецькомовних країнах є Ехо. EMA на MTV є важливими у всій Європі, і містить категорії для німецьких учасників. Крім того, золоті та платинові рекорди для продажу синглів та альбомів є престижними нагородами для успішних музикантів.
Крім того, в Німеччині є конкретні нагороди для новачків (New Music Award), представників електронної музики, джазової музики (Deutscher Jazzpreis) та для молодих музикантів з музичних академій (Felix-Mendelssohn-Bartholdy-Preis). У багатьох містах та регіонах також є музичні нагороди, такі як <a href="https://de.wikipedia.org/wiki/HANS_%E2%80%93_Der_Hamburger_Musikpreis {{Webarchive|url=https://web.archive.org/web/20191230083959/https://de.wikipedia.org/wiki/HANS_%E2%80%93_Der_Hamburger_Musikpreis |date=30 грудня 2019 }}" rel="mw:ExtLink" title="HANS – Der Hamburger Musikpreis" class="cx-link" data-linkid="448">HANS</a> у Гамбурзі, Kunstförderpreis в Баварії та Kunstpreis в Берліні.

### Музичні конкурси
Німеччині двічі було присуджена перше місця в європейському музичному конкурсі — Євробаченні — 1982 (з Ніколь) та 2010 (з Леною).
Федеральний конкурс пісень Vision, ініційований Стефаном Раабом, зарекомендував себе як можливість змагатися в музиці з 2005 року.

### Музичні канали
Музичне телебачення засноване в різних формах у Німеччині. На каналах, таких як Einsfestival, ZDFneo та ZDFkultur, існують як власні канали з особливим інтересом, так і окремі програми, деякі з яких тривають кілька годин. З поширенням онлайн-каналів, таких як YouTube та MyVideo та потокових музичних служб, таких як Spotify та Soundcloud, традиційне музичне телебачення значною мірою було замінено індивідуальним та динамічним контентом. Однак він залишається важливою частиною медіа-пейзажу для редакційно підтримуваного контенту та тематичних програм.
Музичні телевізійні станції Німеччині:
- Deluxe Musi[de]c
- Deutsches Musik Fernsehe[de]n
- Flux T[de]V
- MTV Germany[de] mit VH1 (bezahlpflichtig)
- tape.tv[de] (online)
- VIV[de]A

#### Кастинг-шоу
З моменту першої трансляції зірок естради в 2000 році кастинг-шоу стали суперечливим інструментом пошуку талантів у німецькій музичній індустрії. Програми кастингу, створені за останні кілька років, з варіантами показу музикантів, є наступні: The Voice of Germany (The Voice Kids), Deutschland sucht den Superstar, Das Supertalent, SSDSGPS, Star Search, Keep Your Light Shining, Rising Star та X Factor.
Переможці цих програм досі рідко мали будь-які значні успіхи в Німеччині, в основному лише один успішний хіт. Багато учасників також не досягли жодного успіху в продажах і скаржилися в пізніших інтерв'ю на жорсткі обмежувальні контрактні умови в компаніях, що займаються звукозаписом.